# 자물쇠

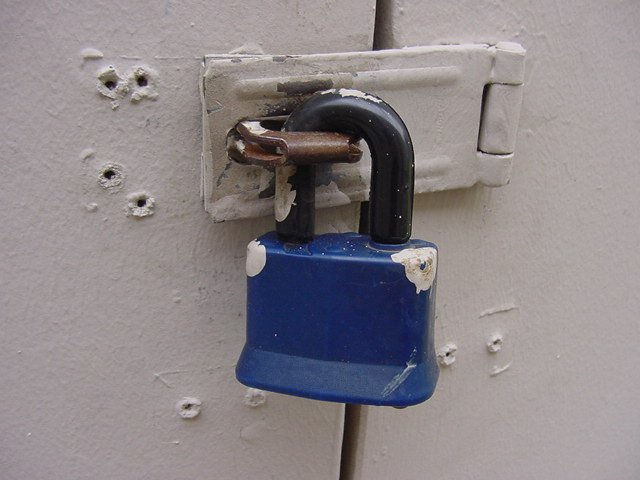
맹꽁이자물쇠

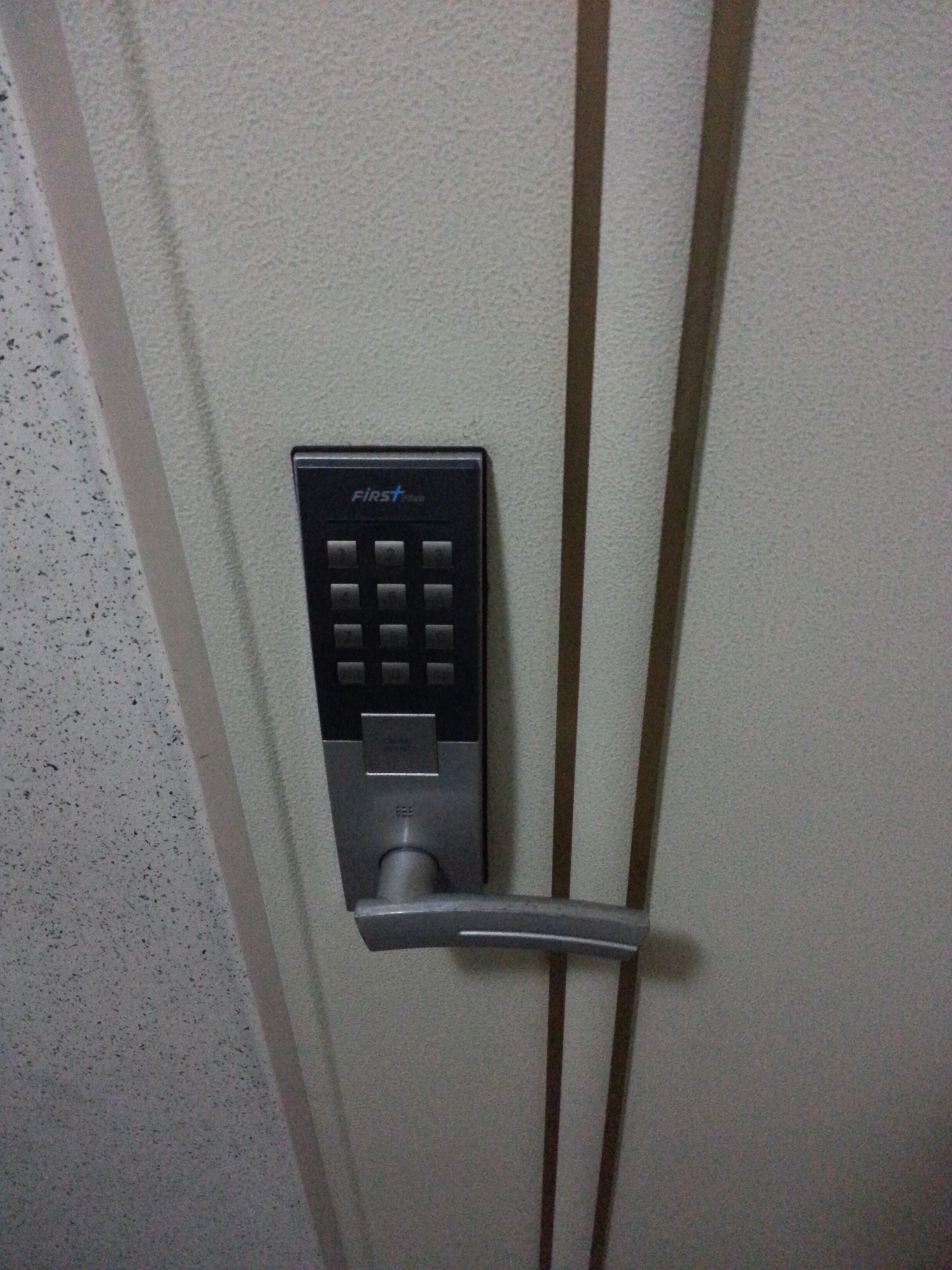
아파트 문 자물쇠

자물쇠(영어: lock and key)는 문 또는 금고를 잠그는 데 쓰이며, 도둑의 침입을 막거나 물건을 잃어버리지 않기 위한 기계장치다. 자물쇠를 열기 위해서는 열쇠 혹은 비밀 번호 조합 잠금장치를 사용한다. 종류에는 고정식 자물쇠, 림자물쇠, 원통형자물쇠, 조합자물쇠, 맹꽁이자물쇠, 카드자물쇠, 전자조합자물쇠, 생물 특성 인식 장치, 전자기자물쇠 등이 있다.
자물쇠는 기원전 2000년경에 이집트에서 처음 발명되었다. 최근에는 기계를 이용하는 디지털 자물쇠(도어락)도 도입되었으며, 한국에서는 디지털 방식을 이용하는 경우가 많다.
자물쇠는 이에 맞는 열쇠, 전자식 디지털 방식을 이용한 비밀 번호 입력, 지문 인식 등의 방식으로 개폐한다.

## 같이 보기
- 열쇠